# Masía Rodana
La masía Rodana es un edificio agrícola residencial fortificado, que se encuentra en el camino a Gátova, próximo al límite de la población de Altura, en la comarca del Alto Palancia, provincia de Castellón, España, que está catalogado, por declaración genérica, como Bien de Interés Cultural, aunque no se ha llevado a cabo su anotación ministerial, siendo su código identificativo: 12.07.012-011, según datos de la Dirección General de Patrimonio Artístico de la Generalidad Valenciana.

## Historia
Durante la Edad Media la zona de la sierra Calderona era lugar de incursiones militares rápidas, y dado que además en la zona no existían castillos donde refugiarse en caso de ataque enemigo; la población agraria, dispersa, tuvo que ingeniárselas para poder defenderse a ellos y a sus cosechas, de estos fugaces ataques. Surgen así las masías fortificadas. Las masías fortificadas son un tipo de construcción que surgió en las zonas agrícolas alejadas de los castillos, pero dispersas por el territorio que estaba bajo su protección y dominio. Realmente puede decirse que la zona carecía de fortificaciones que permitieran la agrupación de la población en sitio seguro. Esto provocó una mayor dispersión de la misma a lo largo del siglo XVII , tras la expulsión de los moriscos, la cual, acabó viviendo en antiguas masías provenientes de las alquerías musulmanas, las cuales estaban dotadas de una pequeña fortificación que permitía refugiarse y protegerse ante los ataques de enemigos, a modo de autodefensa.
La masía Rodana, pese a su actual aspecto exterior, es origen musulmán, aunque de esta época prácticamente no existen restos arquitectónicos, quedando apenas unas trazas.
Como ocurrió también con la Masía fortificada de Cucalón,o la  de San Juan, perteneció durante siglos a la Cartuja de la Vall de Christ, por lo que tanto económica como social y administrativamente, dependía de la orden cartuja.

## Descripción
La masía fortificada que se conserva en la actualidad no presenta parecido con el original, quedando apenas de su estructura inicial, debido a las transformaciones que ha experimentado a lo largo del tiempo. Se puede destacar su gran torre, con planta baja y dos alturas, que fue restaurada parcialmente ocultando su fábrica de mampostería. Por los alrededores aún se aprecian varios elementos de defensa como lienzos de murallas.